# Luiss Murkšķis
Luiss Murkšķis – łotewski bokser, srebrny medalista Mistrzostw Europy Kadetów z roku 1997.
W lipcu 1997 zdobył srebrny medal na Mistrzostwach Europy Kadetów w Bitoli. W finale przegrał z reprezentantem Rosji Władimirem Nosiewem, któremu uległ na punkty (1:10).